# The Rembrandts (Album)
The Rembrandts ist das Debütalbum der gleichnamigen Band aus dem Jahr 1990.

## Entstehungsgeschichte
Die Musiker Phil Solem und Danny Wilde, die sich aus ihrer gemeinsamen Zeit bei der Band Great Buildings kannten, konnten vor der Veröffentlichung des Debütalbums der Rembrandts keine besonders großen Erfolge vorweisen. Also nahmen die beiden ohne große Erwartungen im Frühjahr 1990 einige Demos auf. Mit Hilfe des Schlagzeugers Pat Mastelotto landete das Duo schließlich bei Atco Records, die die 13 Demoaufnahmen, so wie sie waren, als Album veröffentlichte.

## Titelliste
1. Just The Way It Is, Baby – 4:06
2. Save Me – 4:43
3. Someone – 3:49
4. Show Me Your Love – 3:10
5. New King – 2:42
6. Every Secret Thing – 3:50
7. If Not For Misery  – 3:23
8. Moonlight on Mt. Hood – 0:25
9. Goodnight – 1:28
10. Burning Timber – 3:33
11. Confidential Information – 3:11
12. Everyday People – 5:04
13. Follow You Down – 4:04

## Rezeption
Das Album bekam von Allmusic eine ausgezeichnete Kritik, der Autor vergab viereinhalb von fünf möglichen Sternen. Der Stil des Albums hätte Einfluss von bekannten Bands wie den Byrds, den Beatles, Crosby, Stills and Nash oder den Everly Brothers. Insgesamt wäre das Album The Rembrandts durchaus genießbar ("enjoyable").